# Alberto Bona
Pour les articles homonymes, voir Bona.
Alberto Bona, né à Milan Italie en 1978, est un scénariste, acteur et réalisateur de cinéma indépendant italien.

## Filmographie

### Acteur
- 2004 : Agata e la tempesta
- 2006 : Dermo sluchaetsa
- 2007 : Cat's smack
- 2008 : Circumstances
- 2008 : L'uomo garbato
- 2008 : Pensieri di un viandante solitario
- 2013 : L'Assenza, court-métrage (20 min) de Jonathan Romney : l'homme de Stravinsky
- 2013 : Otto Floss: Freelance Watcher, court-métrage (15 min) de Arturo Bandinelli et Gevi Dimitrakopoulou : Carl
- 2014 : (R)evolution, vidéo de Joe Palermo : le cycliste
- 2016 : Miike Snow: My Trigger, clip musical (3 min) de Ninian Doff : Général russe
- 2018 : Sugar!, court-métrage de Howard Stean : Docteur Filibus
- 2019 : Piercing Stillness, court-métrage (5 min) de Arepo : Abate Borlon
- 2021 : The Darkness: Jussy's Girl, clip musical (4 min) de Arepo

### Réalisateur
- 2008 : L'uomo garbato
- 2008 : Pensieri di un viandante solitario
- 2009 : La sonnambula
- 2009 : Storia di un liutaio
- 2010 : So in love
- 2011 : Elgar Cello Concerto
- 2011 : Meet me in Winter